# Jacques II. de Chabannes

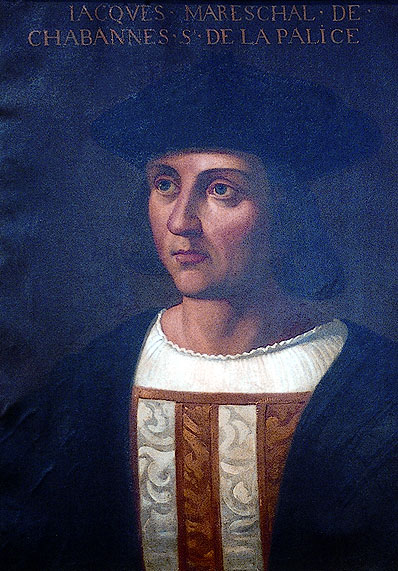
Jacques de Chabannes, Seigneur de La Palice, Schloss Beauregard, Galerie des Illustres

Jacques II. de Chabannes, Seigneur de La Palice (* um 1470 La Palice; † 24. Februar 1525 bei Pavia) war ein französischer Adliger und Militär. Sein vollständiger Name ist Jacques II. de Chabannes, Seigneur de La Palice, de Pacy, de Chauverothe, de Bort et d’Héron. 1511 wurde er Großmeister von Frankreich. Als Marschall von Frankreich (seit 7. Januar 1515) fiel er in der Schlacht bei Pavia.

## Biographie
Jacques II. de Chabannes war der älteste Sohn von Geoffroi de Chabannes, Seigneur de La Palice und Charlotte de Prie. Als 15-Jähriger trat er in den Dienst des gleichaltrigen Königs Karl VIII. ein. Seine erste Schlacht war die Schlacht von Saint-Aubin-du-Cormier (1488). 1494 folgte er dem König in den Feldzug zur Eroberung des Königreichs Neapels, war bei der Besetzung der Stadt 1495 dabei, aber auch bei der Schlacht bei Fornovo am 6. Juli 1495, in deren Folge die Franzosen ihren Rückzug aus Italien abschließen konnten.
Nach Karls Tod begleitete Jacques de Chabannes den neuen König Ludwig XII. auf seinem Feldzug gegen das Herzogtum Mailand, das die Franzosen 1499 besetzten. Er eroberte Teile der Abruzzen und Apuliens und wurde 1502 zum Vizekönig der Abruzzen ernannt. Am 23. Februar 1503 wurde er in der Schlacht von Ruvo geschlagen und von Gonzalo Fernández de Córdoba y Aguilar gefangen genommen. 1504 kam er wieder frei.
1507 kommandierte er die französische Vorhut bei der Belagerung von Genua, bei der er schwer verwundet wurde. Als 1509 der Krieg der Liga von Cambrai gegen die Republik Venedig begann, war de Chabannes bei der Belagerung von Treviglio und der siegreichen Schlacht von Agnadello dabei. Er wurde nun Oberbefehlshaber der französischen Truppen in der Lombardei und nahm – ausgesandt, um Kaiser Maximilian I. zur Seite zu stehen – an der erfolglosen Belagerung von Padua teil. 1511, nach dem Tod von Charles II. d’Amboise, wurde er Oberbefehlshaber für Italien und Großmeister von Frankreich.
Nach der Ankunft von Gaston de Foix in Italien wurde La Palice ihm unterstellt; ihm gelang es, die Belagerung Bolognas durch die Spanier aufzuheben. Er nahm an der Schlacht bei Ravenna teil, in der Foix fiel, woraufhin La Palice dessen Nachfolger als französischer Oberbefehlshaber wurde. Seine zögerlichen Aktionen ermöglichten es den besiegten Feinden jedoch, sich zu erholen und die Franzosen aus der Lombardei zu vertreiben.

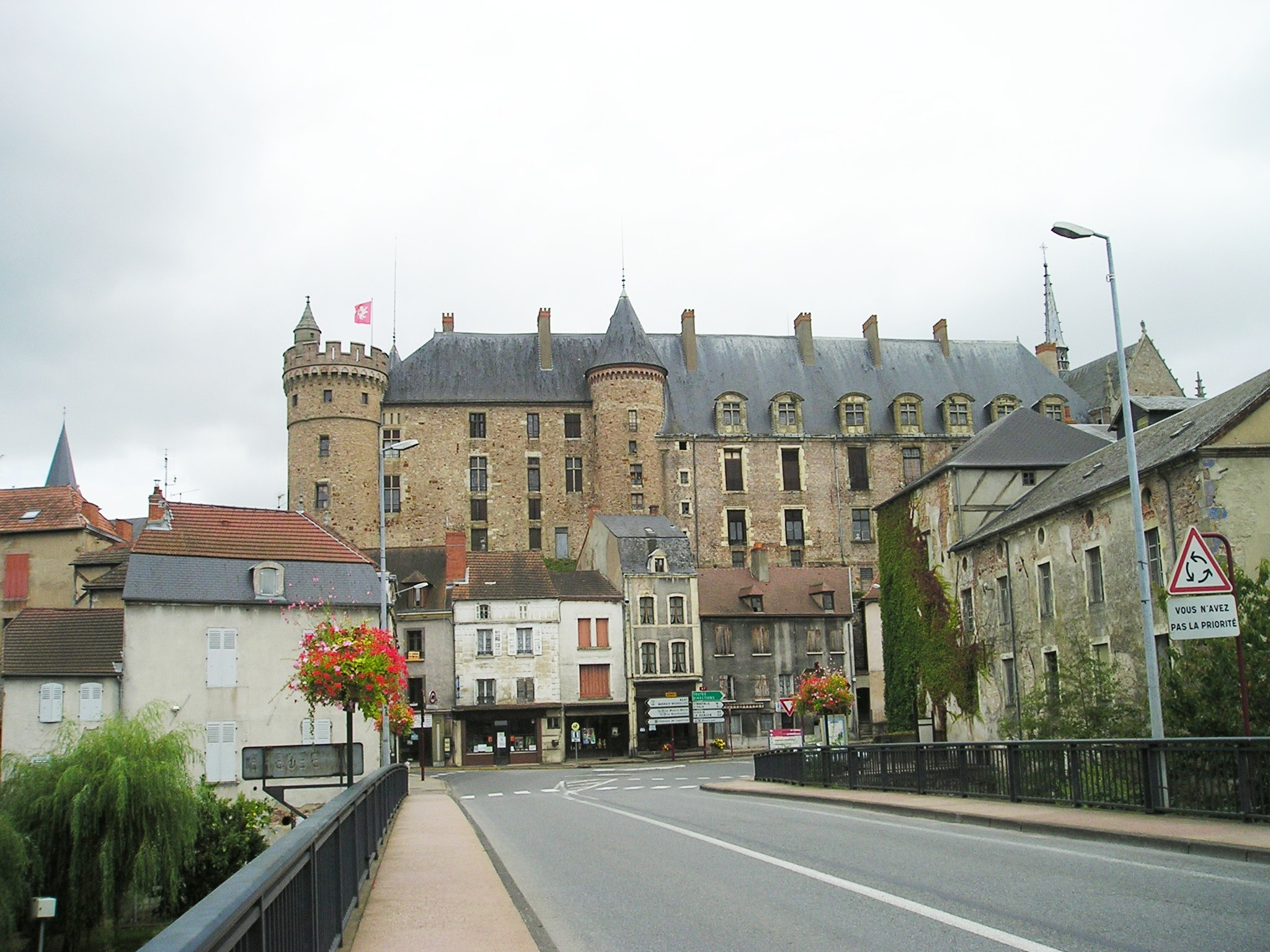
Château Lapalisse (Puy-de-Dôme)

Nach seiner Rückkehr nach Frankreich wurde de Chabannes in die Pyrenäen geschickt, um Johann III. von Navarra zu retten. Bald wurde er aber nach Thérouanne umgeleitet, damals der letzte französische Besitz im Artois, um sich gegen die Engländer zu stellen. Am 6. August 1513 wurde er in der zweiten Sporenschlacht geschlagen und gefangen genommen. Die gleichzeitige Niederlage Johann von Navarras markierte das Ende von Königs Ludwigs Expansionsplänen. La Palice wurde entlassen und zog sich auf seine Güter in Lapalisse zurück.
Ludwigs Nachfolger Franz I. gab Jacques de Chabannes das Amt des Großmeisters zurück und fügte am 7. Januar 1515 das des Marschalls von Frankreich hinzu. Unter dem Kommando des Marschalls Aubigny nahm er an die Invasion des Piemont teil, der Eroberung von Villafranca gegen Prospero Colonna und war einer von Franz‘ Lieutenants in der Schlacht bei Marignano. Nach der Unterzeichnung des Vertrags von Noyon am 13. August 1516 kehrte de Chabannes nach Frankreich zurück.
La Palice wurde nach Calais geschickt und verhandelte den Frieden mit dem späteren Kaiser Karl V., der zu dieser Zeit Herzog der Burgundischen Niederlande war. Als die Teilnehmer nicht zu einem Ergebnis kamen, kehrte er unter dem Kommando von Marschall Lautrec nach Italien zurück und war Befehlshaber der französischen Hauptlinie in der Schlacht bei Bicocca (27. April 1522), in der er von Colonna geschlagen wurde. La Palice wurde erneut in die Pyrenäen geschickt, anschließend zum erfolglosen Versuch, Marseille vor der Belagerung durch Charles III. de Bourbon-Montpensier zu bewahren. Nach der Eroberung von Avignon zog er nach Mailand, das die Spanier aufgegeben hatten. Am 28. Oktober 1524 begann La Palice an der Seite des Königs die Belagerung von Pavia, das von Antonio de Leyva verteidigt wurde. Als die kombinierte kaiserlich-spanische Armee ankam, kam es am 24. Februar 1525 zur Schlacht bei Pavia. La Palice wurde von deutschen Landsknechten während des Kampfes gefangen genommen und einige Zeit später hingerichtet.

## Darstellungen

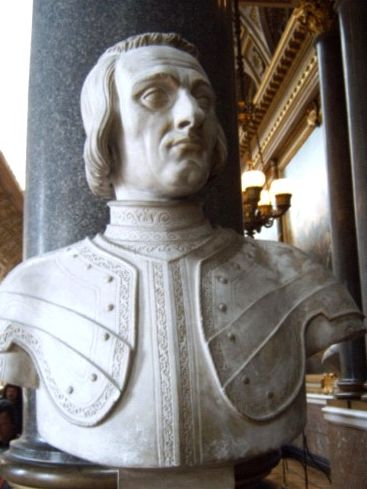
Denis Foyatier (1893-1863), Marmorbüste, Versailles Galerie des Batailles.
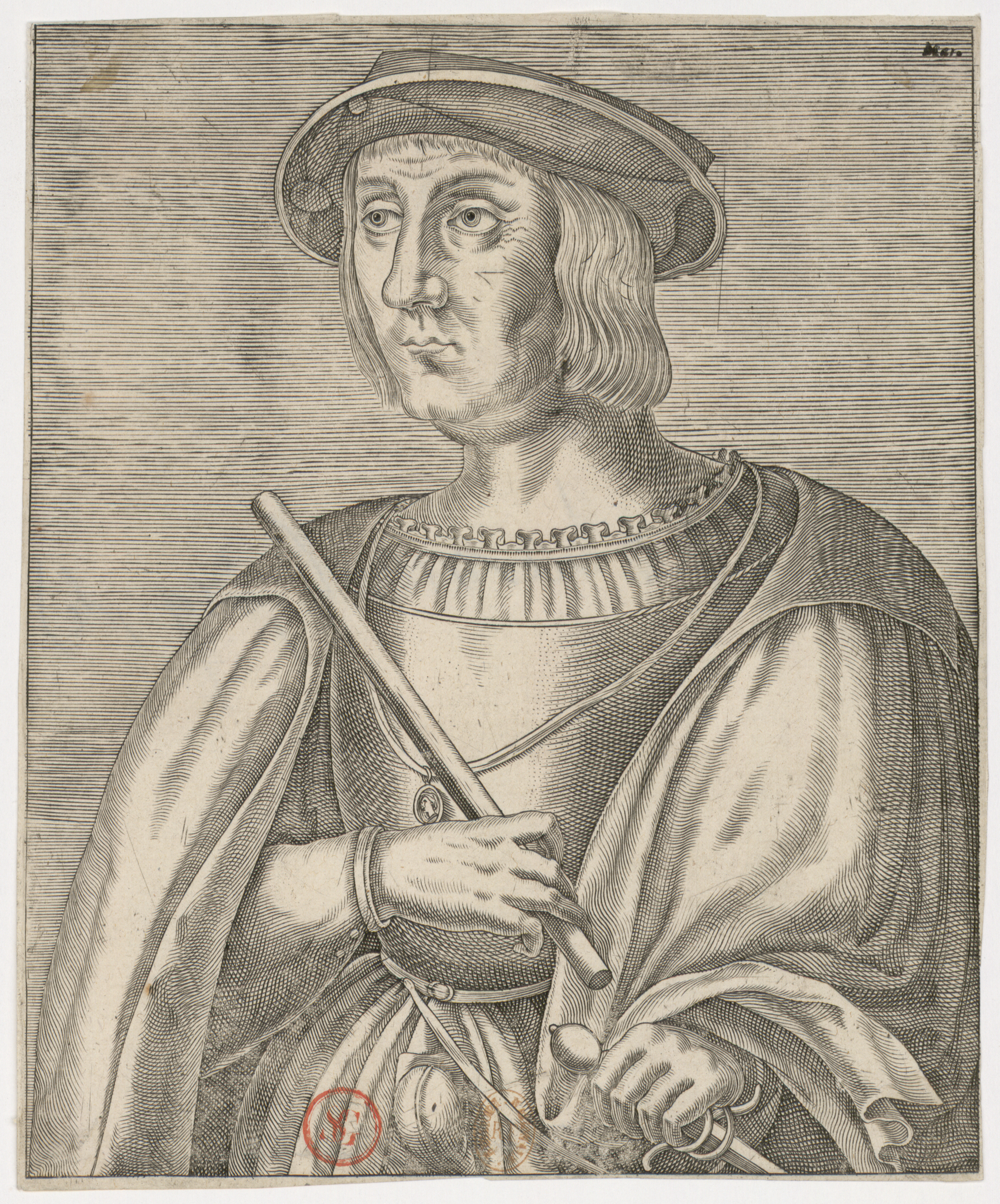
Le seigneur de la Palice
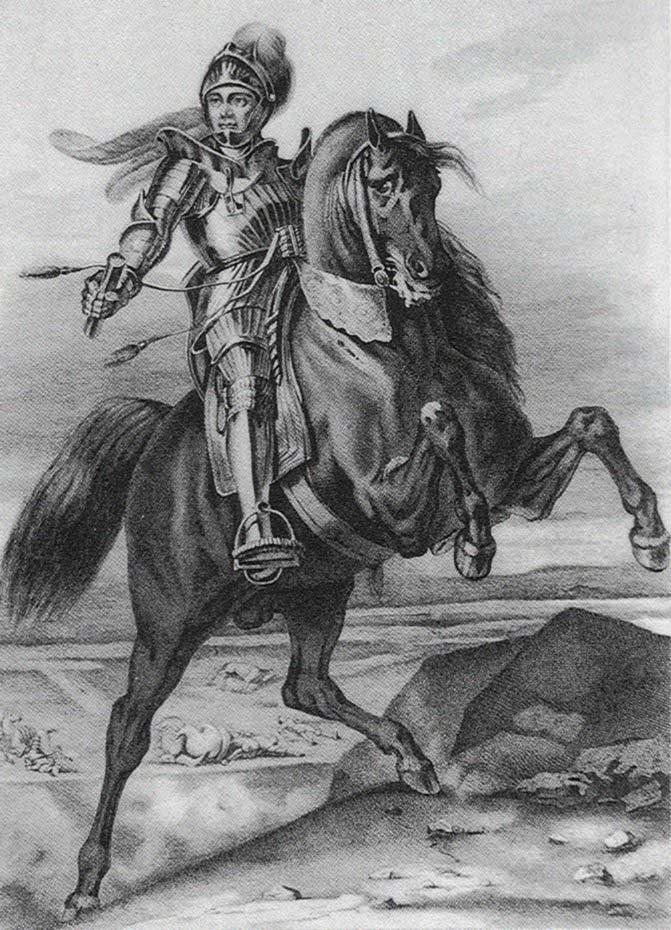
Marschall de la Palice

## Ehen und Nachkommen
Jacques de Chabannes heiratete 1492 in erster Ehe Jeanne de Montbéron († nach 1504), Tochter des Kammerherrn Eustache de Montbéron, Vicomte d’Aunay, und Marguerite d’Estuer. Die Ehe blieb kinderlos. 1514 heiratete er in zweiter Ehe Marie de Melun († nach 1536), Dame de Montricourt, d'Authon et de La Basoche, Tochter von Jean III. de Melun, Seigneur d'Antoing, und Isabelle de Luxembourg, Witwe von Johann von Brügge, Herr von Gruuthuse. Seine Kinder sind:
- Charles, † 1552, Seigneur de La Palice, de Montagu, de Châtelperron, de Chizelles, de Dompierre et de Vandenesse; ⚭ (1) Anne de Mendozze; ⚭ (2) Catherine, Tochter von Antoine de la Rochefoucauld, Seigneur de Barbezieux (Haus La Rochefoucauld)
- Marie; ⚭ Claude de Savoie Comte de Tende, † 1569 (Haus Savoyen)
- Charlotte; ⚭ 19. Februar 1538 Antoine Seigneur de Moy
- Marguerite, Nonne
- Louise, Nonne